# Schönkirchen-Reyersdorf
Schönkirchen-Reyersdorf est une commune autrichienne du district de Gänserndorf en Basse-Autriche.

## Jumelage
- Schönkirchen (Allemagne) depuis 1999